# Stuart Cable
Stuart Cable (Aberdare, 19 de maio de 1970  – Llwydcoed, 7 de junho de 2010) foi um baterista e radialista galês, mais conhecido como membro fundador da banda de rock Stereophonics.
Cable foi encontrado morto em sua casa em Llwydcoed às 5:30 de 7 de junho de 2010, aos 40 anos. Na noite de 5 de junho, Stereophonics tocou em Cardiff; Diz-se que Cable tinha ido apresentar seu programa na rádio ao mesmo tempo em que a Stereophonics estava tocando. No dia seguinte, ele começou a beber no Welsh Harp Inn, em Trecynon. Cable voltou para casa com os amigos, onde continuou a beber e se engasgou com o próprio vômito durante o sono.
O funeral de Cable foi realizado em Igreja de St._Elvan, em Aberdare em 21 de junho de 2010. O cortejo contou com a presença de um cavalo preto cabriolet. Mais tarde, ele foi cremado.